# Bolitoglossa adspersa
Bolitoglossa adspersa és una espècie d'amfibi urodel de la família Plethodontidae. És endèmica de Colòmbia.
El seu hàbitat són les muntanyes tropicals humides i cobertes de vegetació, entre els 1.750 i els 3.600 m d'altitud.